# Metas de coesão da União Europeia

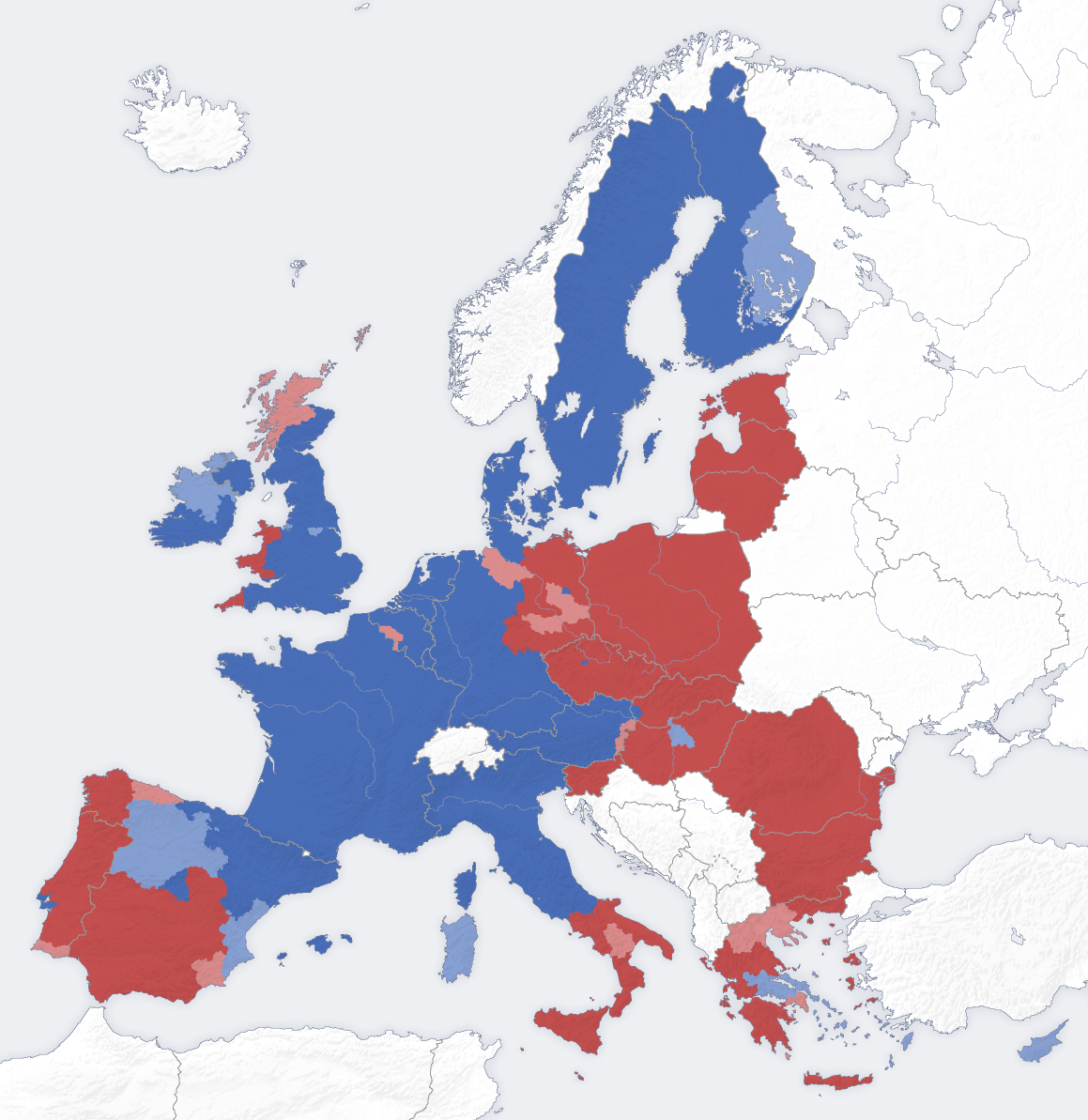
Fundos Europeus de Desenvolvimento Regional para o período 2007-2013.
regiões em convergência
regiões em diminuição progressiva
regiões em incremento progressivo
regiões competitivas e geradoras de emprego

A coesão económica, social e territorial é um dos objectivos da União Europeia, tal como assumido no artigo 3.º da actual versão do Tratado da União Europeia. A coesão económica, social e territorial é, no fundo, a expressão de solidariedade entre os Estados-membros e as regiões da União Europeia que tem implícito o propósito de promover um desenvolvimento harmonioso do conjunto da União, em particular reduzindo a disparidade entre os níveis de desenvolvimento das diversas regiões e o atraso das regiões menos favorecidas dos Estados-membros.
Entre as regiões em causa, é consagrada especial atenção às zonas rurais, às zonas afectadas pela transição industrial e às regiões com limitações naturais ou demográficas graves e permanentes, tais como as regiões mais setentrionais com densidade populacional muito baixa e as regiões insulares, transfronteiriças e de montanha .
Nos termos do Tratado sobre o Funcionamento da União Europeia, a prossecução deste objectivo é assegurada através da coordenação das políticas económicas dos Estados-membros e, no plano das políticas e acções da União Europeia (sobretudo da Política Regional), mediante a mobilização, essencialmente, dos fundos com finalidade estrutural (Fundo Europeu de Orientação e de Garantia Agrícola, secção «Orientação»; Fundo Social Europeu; Fundo Europeu de Desenvolvimento Regional) e do Fundo de Coesão.

## Coesão económica e social

### Definição e objectivos
Nos termos da definição apresentada pela União Europeia, «a coesão económica e social exprime a solidariedade entre os Estados-Membros e as regiões da União Europeia, favorecendo o desenvolvimento equilibrado do território comunitário, a redução das diferenças estruturais entre as regiões da União, bem como a promoção de uma verdadeira igualdade de oportunidades entre as pessoas».
A concretização deste objectivo é realizada através da mobilização do conjunto de políticas e instrumentos que têm como finalidade reduzir as disparidades existentes entre cidadãos, regiões e Estados-membros, procurando garantir um melhor acesso ao emprego, à educação e a sistemas de protecção social, bem como contribuir para o desenvolvimento económico do espaço europeu.
Tal como está definida no artigo 174.º da actual versão do Tratado sobre o Funcionamento da União Europeia (antigo artigo 158.º do Tratado CE), a sua finalidade consiste em «promover um desenvolvimento harmonioso do conjunto da União», propósito que engloba o conjunto de acções destinadas «reduzir a disparidade entre os níveis de desenvolvimento das diversas regiões e o atraso das regiões menos favorecidas» .
Em particular, as iniciativas da União Europeia nesta matéria são dirigidas «às zonas rurais, às zonas afectadas pela transição industrial e às regiões com limitações naturais ou demográficas graves e permanentes, tais como as regiões mais setentrionais com densidade populacional muito baixa e as regiões insulares, transfronteiriças e de montanha».
A coesão económica e social é essencialmente implementada através da Política regional da União Europeia. 

### História
No início os objectivos da integração europeia assentaram numa visão de liberalização da economia, contudo a dimensão social não esteve ausente das preocupações dos países fundadores. O Tratado de Roma não previa uma Política Regional, mas simplesmente mecanismos de solidariedade sob a forma de dois Fundos Estruturais: o Fundo Social Europeu (FSE) e o Fundo Europeu de Orientação e de Garantia Agrícola (FEOGA) . O Fundo Social Europeu destinava-se a «promover no interior da Comunidade facilidades de emprego e a mobilidade geográfica e profissional dos trabalhadores»  além disso o tratado previa também o princípio «melhorar as possibilidades de emprego dos trabalhadores e contribuir para o aumento do seu nível de vida».
O Acto Único Europeu deu um novo impulso à política social, tornou a coesão económica e social numa nova competência da Comunidade e fixou os seus objectivos e meios. Os fundos estruturais passaram a ter uma utilização sistemática sendo acompanhados por reformas nos procedimentos e por um importante esforço financeiro. No ano de 1988, o Conselho Europeu dava o seu acordo de princípio a um certo número de medidas económicas denominadas "Pacote Delors I" que previam uma duplicação da dotação dos Fundos Estruturais nos cinco anos subsequentes (até 1993). Com o Tratado de Maastricht, alterou-se o procedimento de decisão, alargando o papel do Parlamento Europeu e previu-se a criação do Fundo de Coesão, deste modo favoreceu-se a expansão da Política Regional.
Ao mesmo tempo, esta política tornava-se mais necessária devido às pressões da União Económica e Monetária: a redução das despesas públicas exigida pela adesão à UEM poderia aumentar as disparidades entre os países caso não tivesse sido atribuída uma ajuda financeira às economias menos desenvolvidas. A Comunidade foi assim levada a proceder a um novo e substancial aumento da dotação dos fundos estruturais, esta politica era responsável por um terço do orçamento comunitário, que se traduziu no denominado "pacote Delors II". Seguiram-se importantes reformas nos chamados fundos estruturais.
Com o Tratado de Amesterdão surgiu um capítulo dedicado ao emprego e, pela primeira vez, a Política Social foi descrita como uma missão europeia comum. São fixados novos objectivos para a Política Social Europeia e o Protocolo Social é integrado no texto do Tratado.
O futuro da coesão económica e social foi um dos grandes temas debatidos na Agenda 2000, incidiu especialmente sobre as suas implicações orçamentais. Entre 1994 e 1999 a política de coesão económica e social ocupou o segundo lugar no Orçamento da Comunidade (aproximadamente 35%). No Conselho Europeu de Lisboa de 2000 foi adoptada a Estratégia de Lisboa, no âmbito da qual os Estados membros acordam num novo objectivo estratégico para a UE para os dez anos seguintes: «tornar-se a economia do conhecimento mais competitiva e dinâmica do mundo, capaz de sustentar o crescimento económico com mais e melhores empregos e coesão social reforçada».
Por sua vez, o Tratado de Nice viria a alargar o âmbito dos domínios em que a União poderia agir para prosseguir os seus objectivos de Política Social, nomeadamente no combate à exclusão social e na modernização dos sistemas de protecção social ao alterar processo de decisão por unanimidade para a decisão por maioria qualificada, no caso dos fundos estruturais, nos quais se inclui o Fundo de Coesão.
Em 2010, foi aprovada a Estratégia Europa 2020, que visa «tornar a Europa numa economia baseada no conhecimento, através do reforço da coesão social e do emprego».
Com a aprovação e entrada em vigor do Tratado de Lisboa, a coesão económica e da coesão social conquistou uma terceira dimensão, a chamada “coesão territorial”.

## Coesão territorial

### Definição e objectivos
A coesão territorial procura alcançar o desenvolvimento harmonioso de todos os territórios da União Europeia e facultar aos seus habitantes a possibilidade de tirar o melhor partido das características de cada um deles. Nessa medida, a coesão territorial é tida como um factor de conversão da diferença (existente entre as várias regiões e territórios) em vantagem, contribuindo, assim, para o desenvolvimento sustentável de toda a União.
Enquanto objectivo, a coesão territorial está intimamente ligada a domínios que englobam a coordenação política de grandes áreas, a melhoria das condições na fronteira exterior a Leste, a promoção de cidades sustentáveis e globalmente competitivas, a resolução dos problemas de exclusão social existentes em algumas zonas de certas regiões mas alargadas e em bairros urbanos desfavorecidos, a melhoria do acesso à educação, aos cuidados de saúde e à energia em regiões remotas, ou as dificuldades que certas regiões suportam devido à sua geografia específica  .
Na base desta abordagem encontra-se a ideia de que a competitividade e a prosperidade dependem das pessoas e das empresas presentes num dado território e da sua capacidade para retirar o máximo partido de todos os recursos aí existentes e que, numa economia cada vez mais global e interdependente, essa competitividade passa igualmente pela criação de laços com outros territórios para que os recursos comuns sejam utilizados de modo coordenado e sustentado. Nesse sentido, a cooperação e o fluxo de tecnologias e ideias, como de bens, serviços e capitais, são vistos como um aspecto vital do desenvolvimento territorial e um factor essencial para a sustentabilidade a longo prazo do desempenho da União, olhando-se as políticas públicas como veículos capazes de contribuir para que os territórios potenciem os seus recursos.
No fundo, a percepção de que muitos dos problemas enfrentados pelos territórios são transversais conduz a que exista uma perspectiva que aponta para que as soluções sejam encontradas através de uma abordagem e cooperação integradas entre as várias autoridades dos territórios envolvidos.

### História
O reconhecimento da importância da dimensão territorial não é uma novidade na União Europeia. Na verdade, esta preocupação tem estado no cerne das políticas estruturais da UE desde a sua concepção. De facto, várias políticas sectoriais possuem um impacto territorial específico e algumas delas incluem aspectos que tratam de problemas territoriais particulares.
Nomeadamente, no que respeita as políticas estruturais, a elegibilidade para beneficiar de apoios é principalmente determinada ao nível regional, pelo que tem vindo a aumentar a consciência da necessidade de conceber a estratégia de desenvolvimento em torno das características particulares dos territórios, do seu capital físico, humano e social e dos seus recursos naturais. Ao longo dos anos, aliás, as políticas estruturais comunitárias têm sido o motor da abordagem multi-sectorial integrada do desenvolvimento económico e social em toda a UE.
A importância da coesão territorial foi destacada nas Orientações Estratégicas Comunitárias adoptadas pelo Conselho em 2006, onde se referia «a promoção da coesão territorial como parte integrante do esforço necessário para conceder a todo o território da União a oportunidade de contribuir para a agenda em matéria de crescimento e emprego». Do mesmo modo, as Orientações Estratégicas Comunitárias para o desenvolvimento rural destacam o contributo dos programas de desenvolvimento rural para o objectivo de coesão territorial. Em simultâneo, tem-se verificado o reconhecimento crescente da necessidade de promover a cooperação, o diálogo e as parcerias entre os diferentes níveis governamentais e entre estes e as organizações e todos aqueles que, no terreno, estão directamente envolvidos no processo de desenvolvimento.
A evolução da importância do conceito de coesão territorial na União culminou com a assinatura e entrada em vigor do Tratado de Lisboa, nos termos do qual a coesão territorial passa a ser assumida enquanto terceira dimensão da política de coesão, a par da coesão económica e da coesão social.